# Ústí (kraj ołomuniecki)
Ústí – gmina w Czechach w powiecie Przerów w kraju ołomunieckim. Według danych z dnia 1 stycznia 2012 liczyła 554 mieszkańców.
Pierwsza wzmianka o miejscowości pochodzi z roku 1389.
Zobacz też:
- Ústí